# 1186
Il 1186 (MCLXXXVI in numeri romani) è un anno  del XII secolo.

## Eventi
- 8 ottobre: viene consacrata la chiesa rupestre di San Biagio in territorio di Brindisi: a questa data vengono fatti risalire gli splendidi affreschi bizantini al suo interno.
- Enrico VI di Svevia, figlio di Federico Barbarossa, sposa Costanza d'Altavilla, figlia di Ruggero II di Sicilia.[1]

## Nati
- 18 maggio - Costantino di Vladimir, nobile († 1218)
- Abu l-'Ala Idris al-Ma'mun, califfo berbero († 1232)
- Ermesinda di Lussemburgo, contessa († 1247)
- Leszek I di Polonia, polacco († 1227)
- Ögödei Khan, condottiero mongolo († 1241)
- Song Ci, medico, magistrato e scienziato cinese († 1249)
- Abraham ben Maimon, medico e rabbino egiziano († 1237)
- Sancha d'Aragona, principessa spagnola († 1241)
- Urraca di Castiglia, principessa († 1220)

## Morti
- 24 giugno - Roberto di Torigni, abate e storico normanno
- 25 luglio - Hugh de Lacy, signore di Meath, nobile britannico
- 19 agosto - Goffredo II di Bretagna, duca britannico (n. 1158)
- 26 agosto - Rapoto I di Ortenburg
- 7 settembre - Giovanni di Novgorod, monaco cristiano, arcivescovo ortodosso e santo russo
- 30 ottobre - Guala, vescovo cattolico italiano
- 8 dicembre - Bertoldo IV di Zähringen, nobile tedesco (n. 1125)
- Ampud, nobile ungherese
- Baldovino V di Gerusalemme, sovrano (n. 1177)
- Barisone I di Arborea, sovrano
- Basilio II di Costantinopoli, arcivescovo ortodosso bizantino
- Drogone di Sebourg, santo francese (n. 1118)
- Guglielmo di Tiro, arcivescovo cattolico e storico francese
- Leszek di Masovia, nobile polacco
- Mog, nobile ungherese
- Ardicio Rivoltella, cardinale italiano
- Guglielmo VII d'Angoulême, conte
- Tommaso II, nobile ungherese
- Gabriele II da Camino, nobile e militare italiano (n. 1145)
- Rolland de Dinan, nobile francese
- Gertrude delle Fiandre, nobildonna francese
- Ismat ad-Din Khatun, nobile siriana

## Calendario
| Calendario 1186 | Calendario 1186 | Calendario 1186 | Calendario 1186 | Calendario 1186 | Calendario 1186 | Calendario 1186 | Calendario 1186 | Calendario 1186 | Calendario 1186 | Calendario 1186 | Calendario 1186 | Calendario 1186 | Calendario 1186 | Calendario 1186 | Calendario 1186 | Calendario 1186 | Calendario 1186 | Calendario 1186 | Calendario 1186 | Calendario 1186 | Calendario 1186 | Calendario 1186 | Calendario 1186 | Calendario 1186 | Calendario 1186 | Calendario 1186 | Calendario 1186 | Calendario 1186 | Calendario 1186 | Calendario 1186 | Calendario 1186 | Calendario 1186 |
| --------------- | --------------- | --------------- | --------------- | --------------- | --------------- | --------------- | --------------- | --------------- | --------------- | --------------- | --------------- | --------------- | --------------- | --------------- | --------------- | --------------- | --------------- | --------------- | --------------- | --------------- | --------------- | --------------- | --------------- | --------------- | --------------- | --------------- | --------------- | --------------- | --------------- | --------------- | --------------- | --------------- |
|                 | 1               | 2               | 3               | 4               | 5               | 6               | 7               | 8               | 9               | 10              | 11              | 12              | 13              | 14              | 15              | 16              | 17              | 18              | 19              | 20              | 21              | 22              | 23              | 24              | 25              | 26              | 27              | 28              | 29              | 30              | 31              |                 |
| Gennaio         | Me              | Gi              | Ve              | Sa              | Do              | Lu              | Ma              | Me              | Gi              | Ve              | Sa              | Do              | Lu              | Ma              | Me              | Gi              | Ve              | Sa              | Do              | Lu              | Ma              | Me              | Gi              | Ve              | Sa              | Do              | Lu              | Ma              | Me              | Gi              | Ve              |                 |
| Febbraio        | Sa              | Do              | Lu              | Ma              | Me              | Gi              | Ve              | Sa              | Do              | Lu              | Ma              | Me              | Gi              | Ve              | Sa              | Do              | Lu              | Ma              | Me              | Gi              | Ve              | Sa              | Do              | Lu              | Ma              | Me              | Gi              | Ve              |                 |                 |                 |                 |
| Marzo           | Sa              | Do              | Lu              | Ma              | Me              | Gi              | Ve              | Sa              | Do              | Lu              | Ma              | Me              | Gi              | Ve              | Sa              | Do              | Lu              | Ma              | Me              | Gi              | Ve              | Sa              | Do              | Lu              | Ma              | Me              | Gi              | Ve              | Sa              | Do              | Lu              |                 |
| Aprile          | Ma              | Me              | Gi              | Ve              | Sa              | Do              | Lu              | Ma              | Me              | Gi              | Ve              | Sa              | Do              | Lu              | Ma              | Me              | Gi              | Ve              | Sa              | Do              | Lu              | Ma              | Me              | Gi              | Ve              | Sa              | Do              | Lu              | Ma              | Me              |                 |                 |
| Maggio          | Gi              | Ve              | Sa              | Do              | Lu              | Ma              | Me              | Gi              | Ve              | Sa              | Do              | Lu              | Ma              | Me              | Gi              | Ve              | Sa              | Do              | Lu              | Ma              | Me              | Gi              | Ve              | Sa              | Do              | Lu              | Ma              | Me              | Gi              | Ve              | Sa              |                 |
| Giugno          | Do              | Lu              | Ma              | Me              | Gi              | Ve              | Sa              | Do              | Lu              | Ma              | Me              | Gi              | Ve              | Sa              | Do              | Lu              | Ma              | Me              | Gi              | Ve              | Sa              | Do              | Lu              | Ma              | Me              | Gi              | Ve              | Sa              | Do              | Lu              |                 |                 |
| Luglio          | Ma              | Me              | Gi              | Ve              | Sa              | Do              | Lu              | Ma              | Me              | Gi              | Ve              | Sa              | Do              | Lu              | Ma              | Me              | Gi              | Ve              | Sa              | Do              | Lu              | Ma              | Me              | Gi              | Ve              | Sa              | Do              | Lu              | Ma              | Me              | Gi              |                 |
| Agosto          | Ve              | Sa              | Do              | Lu              | Ma              | Me              | Gi              | Ve              | Sa              | Do              | Lu              | Ma              | Me              | Gi              | Ve              | Sa              | Do              | Lu              | Ma              | Me              | Gi              | Ve              | Sa              | Do              | Lu              | Ma              | Me              | Gi              | Ve              | Sa              | Do              |                 |
| Settembre       | Lu              | Ma              | Me              | Gi              | Ve              | Sa              | Do              | Lu              | Ma              | Me              | Gi              | Ve              | Sa              | Do              | Lu              | Ma              | Me              | Gi              | Ve              | Sa              | Do              | Lu              | Ma              | Me              | Gi              | Ve              | Sa              | Do              | Lu              | Ma              |                 |                 |
| Ottobre         | Me              | Gi              | Ve              | Sa              | Do              | Lu              | Ma              | Me              | Gi              | Ve              | Sa              | Do              | Lu              | Ma              | Me              | Gi              | Ve              | Sa              | Do              | Lu              | Ma              | Me              | Gi              | Ve              | Sa              | Do              | Lu              | Ma              | Me              | Gi              | Ve              |                 |
| Novembre        | Sa              | Do              | Lu              | Ma              | Me              | Gi              | Ve              | Sa              | Do              | Lu              | Ma              | Me              | Gi              | Ve              | Sa              | Do              | Lu              | Ma              | Me              | Gi              | Ve              | Sa              | Do              | Lu              | Ma              | Me              | Gi              | Ve              | Sa              | Do              |                 |                 |
| Dicembre        | Lu              | Ma              | Me              | Gi              | Ve              | Sa              | Do              | Lu              | Ma              | Me              | Gi              | Ve              | Sa              | Do              | Lu              | Ma              | Me              | Gi              | Ve              | Sa              | Do              | Lu              | Ma              | Me              | Gi              | Ve              | Sa              | Do              | Lu              | Ma              | Me              |                 |